# フランシセラ属
フランシセラ属（学名：Francisella）はグラム陰性の非芽胞形成偏性好気性の球菌ないし桿菌。一部の種は莢膜を作る。非運動性で2015年現在フランシセラ科に含まれる唯一の属である。基準種は野兎病菌。属名はアメリカの微生物学者エドワード・フランシスに因む。GC含量は33から36。
動物に寄生して生息し、至適増殖温度は37℃前後。オキシダーゼ陰性。ヒトに対して病原性を示す種がある。野兎病菌は増殖にシステインを必要とする。